# Кала-Ангіла

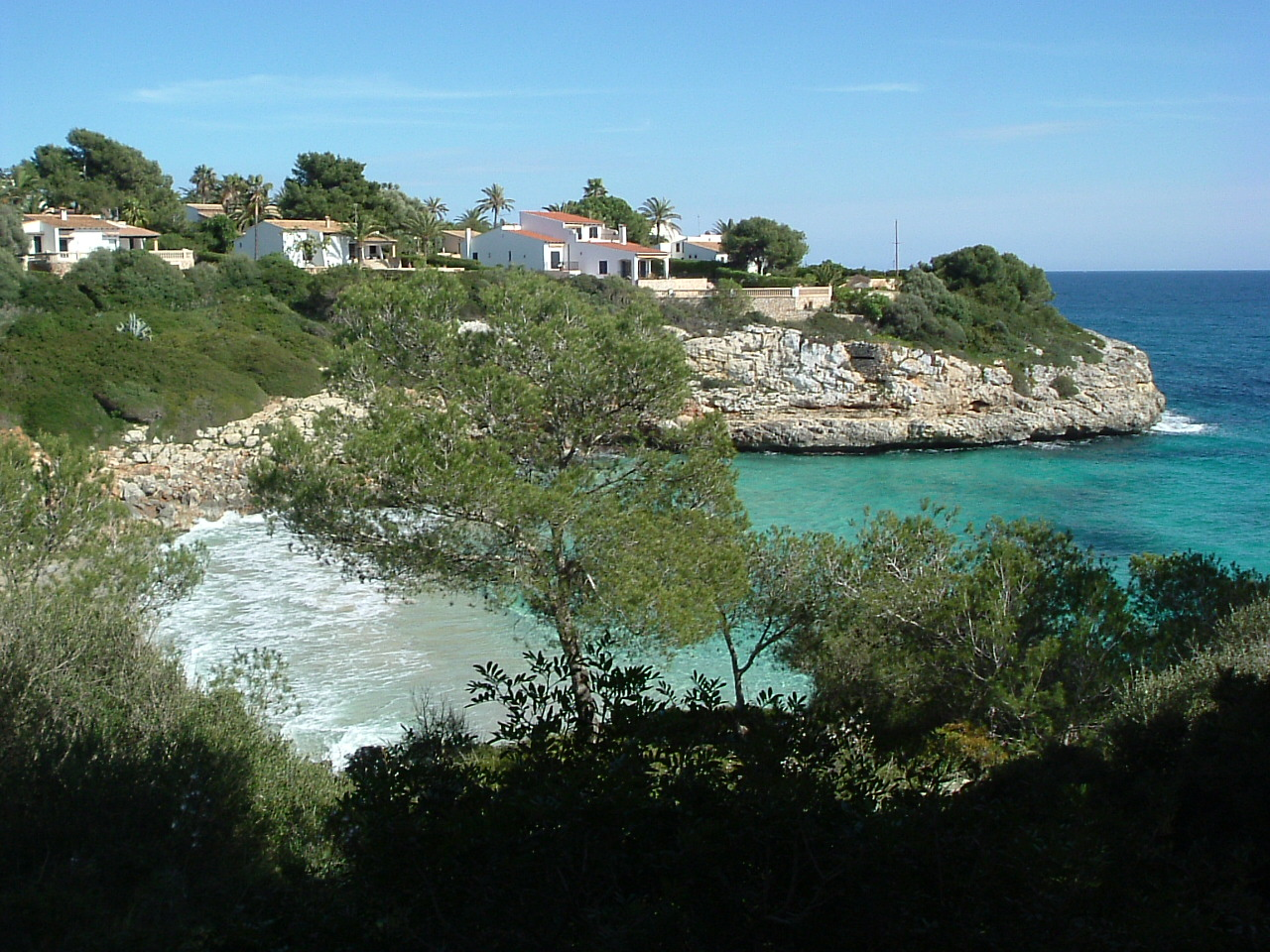
Пляж Кала-Ангіла

Кала-Ангіла (кат. Cala Anguila) — пляж на острові Мальорка (Балеарські острови, Іспанія). Розташований за 3 км від Портокрісто в однойменній бухті у північно-східній частині острова у муніципалітеті Манакор. Пляж був відзначений Блакитним прапором.
Пляж обладнаний душем, туалетами і парасолями. Неподалік від пляжу знаходяться ресторани і паркінг.
Характеристика
- Довжина — 120 м
- Ширина — 50 м
- Тип пляжу — природний, склад — піщаний
- Доступ — автомобільний, пішоходний, судоходний
- Рівень відвідуваності — низький
- Користувачі — місцеві жителі
- Умови для купання — невеликі хвилі
- Рятувальна служба — так
- Доступ для людей з омеженими можливостями — так
- Якірна зона — ні